# Chlamydomonas globosa
Chlamydomonas globosa là một loài tảo trong họ Chlamydomonadaceae, thuộc chi Chlamydomonas.